# فردین خلعتبری
فردین خلعتبری (زادهٔ ۱۳۴۳) موسیقی‌دان و آهنگساز اهل ایران است.

## زندگی هنری
خلعتبری متولد نوشهر و اصالتاً تنکابنی است. وی موسیقی را با ساز فلوت آغاز کرد و بعد از انصراف از رشته سازه در دانشگاه صنعتی شریف به سراغ موسیقی رفت و در دانشکده هنرهای زیبا تحصیلات خود را در زمینه موسیقی ادامه داد. شهرت او بیش از همه به دلیل آثارش در حوزه موسیقی فیلم است، مخصوصاً موسیقی سریال‌ها و فیلم‌هایی مثل شب دهم، مدار صفر درجه، خوش‌رکاب و چ.

## فعالیت‌ها
- فردین خلعتبری در ساخت موسیقی متن برای بسیاری از فیلم‌ها، سریال‌ها و تئاتر فعالیت داشته است.
- عضو کانون آهنگسازان سینمای ایران (خانه سینما)[۳]
- انتشار آلبوم موسیقی سازی و آوازی با خوانندگان ایرانی.

## آثار

### فیلم سینمایی
* بهشت تبهکاران (۱۴۰۲)
- شه‌سوار (۱۴۰۲)
- در آغوش درخت (۱۴۰۱)
- ماهان (۱۴۰۰)[۴]
- هناس (۱۴۰۰)[۵]
- آهو (۱۳۹۹)
- سیاه باز (۱۳۹۹)
- مصلحت نظام (۱۳۹۹)
- تصویرم در آیینه نیست (۱۳۹۷)
- جمشیدیه (۱۳۹۷)
- فیلم سینمایی سورنجان (۱۳۹۷)
- بهت، عباس رافعی (۱۳۹۶)
- جشن دلتنگی، پوریا آذربایجانی (۱۳۹۶)
- داره صبح میشه به کارگردانی یلدا جبلی (۱۳۹۴)
- ۵۰ قدم آخر، کیومرث پوراحمد (۱۳۹۲)
- چ، ابراهیم حاتمی کیا (۱۳۹۲)
- تهران ۱۵۰۰، بهرام عظیمی (۱۳۹۰)
- پرتقال خونی، سیروس الوند (۱۳۹۰)
- پرواز مرغابی‌ها، علی شاه حاتمی (۱۳۸۸)
- ترانه کوچک من، مسعود کرامتی (۱۳۸۸)
- کیفر، حسن فتحی (۱۳۸۸)
- لطفاً مزاحم نشوید، محسن عبدالوهاب (۱۳۸۸)
- نخودی، جلال فاطمی (۱۳۸۸)
- آوای زندگی، علی شاه حاتمی (۱۳۸۷)
- پستچی سه بار در نمی‌زند، حسن فتحی (۱۳۸۷)
- مسیر عشق، بیژن شکرریز (۱۳۸۷)
- روی خط صفر، آرش قادری (۱۳۸۶)
- اتوبوس شب، کیومرث پوراحمد (۱۳۸۵)
- عاشق، افشین شرکت (۱۳۸۵)
- چه کسی امیر را کشت؟، مهدی کرم‌پور (۱۳۸۴)
- زمان می‌ایستد، علیرضا امینی (۱۳۸۴)
- شاهزاده ایرانی، محمد نوری‌زاد (۱۳۸۴)
- انتخاب، تورج منصوری (۱۳۸۳)
- به رنگ ارغوان، ابراهیم حاتمی کیا (۱۳۸۳)
- شارلاتان، آرش معیریان (۱۳۸۳)
- گل یخ، کیومرث پوراحمد (۱۳۸۳)
- پروانه‌ای در باد، عباس رافعی (۱۳۸۲)
- شکلات کارگردانی افشین شرکت (۱۳۸۲)
- کما، آرش معیریان (۱۳۸۲)
- جایی دیگر، مهدی کرم‌پور(۱۳۸۱)
- کولی، علی شاه حاتمی (۱۳۸۱)
- چتری برای دو نفر، احمد امینی (۱۳۷۹)
- دختری بنام تندر، حمیدرضا آشتیانی پور (۱۳۷۹)
- علی و دنی، وحید نیکخواه‌آزاد (۱۳۷۹)
- مانی و ندا، پرویز صبری (۱۳۷۹)
- ترکش‌های صلح، علی شاه حاتمی (۱۳۷۹)

### سریال
- جیران، حسن فتحی (۱۴۰۰)[۶]
- بانوی عمارت، عزیزالله حمیدنژاد
- شهرزاد ۱ (۶ قسمت ابتدایی) به کارگردانی حسن فتحی
- برادر، جواد افشار (۱۳۹۵)
- آسمان من، محمدرضا آهنج (۱۳۹۴)[۷]
- سال‌های ابری، مهدی کرم‌پور (۱۳۹۳)[۸]
- دندون طلا (رسانه خانگی) به کارگردانی سید داود میرباقری (۱۳۹۴)[۹]
- شاهگوش (رسانه خانگی) به کارگردانی سید داود میرباقری (۱۳۹۲)
- پرانتز باز، کیومرث پوراحمد (۱۳۸۹)[۱۰]
- یک مشت پر عقاب به کارگردانی اصغر هاشمی (۱۳۸۶)[۱۱]
- مدار صفر درجه به کارگردانی حسن فتحی (۱۳۸۶)
- خوش غیرت، علی شاه حاتمی (۱۳۸۴)[۱۲]
- لبه تاریکی، سعید سلطانی (۱۳۸۴)[۱۳]
- سایه آفتاب، محمدرضا آهنج (۱۳۸۳)[۱۴]
- هنگامه، مجید جوانمرد (۱۳۸۳)[۱۵]
- طلسم شدگان، داریوش فرهنگ(۱۳۸۳)
- خوش‌رکاب، علی شاه حاتمی (۱۳۸۴)[۱۶]
- برگه‌های سفید، شفیع آقا محمدیان (۱۳۸۱)
- هم نفس کارگردانی مهدی فخیم‌زاده (۱۳۸۲)
- شب دهم، حسن فتحی (۱۳۸۰)

### تئاتر
- چخوف ساد، محمد رحمانیان (۱۴۰۱)

### آلبوم
- گاه فراموشی» با صدای همایون شجریان (۱۴۰۱)[۱۷]
- رامین و من» (۱۴۰۰)[۱۸]
- نوروز آینه» (۱۳۹۹)[۱۹]
- امشب کنار غزل‌های من بخواب با صدای همایون شجریان (۱۳۹۶)
- من عاشق چشمت شدم با صدای علیرضا قربانی (۱۳۹۵)[۲۰]
- مجنون آن لیلی کجاست با صدای فرشاد جمالی (۱۳۹۴)[۲۱]
- به خاطر سنگفرشی که مرا به تو می‌رساند (۱۳۹۱)[۲۲]

### ترانه
| نام خواننده   | نام ترانه                 | ترانه‌سرا                | آهنگساز             | تنظیم                      |
| ------------- | ------------------------- | ----------------------- | ------------------- | -------------------------- |
| حامی          | شب نقاشی                  | افشین یدالهی            | فردین خلعتبری       | علی بیرنگ                  |
| فریدون فروغی  | دچار                      | نیما یوشیج - احمد شاملو | فردین خلعتبری       | فردین خلعتبری              |
| همایون شجریان | امشب کنار غزل‌های من بخواب | افشین یداللهی           | فردین خلعتبری       | فردین خلعتبری              |
| علیرضا قربانی | ای باران                  | فردین خلعتبری           | فردین خلعتبری       | فردین خلعتبری              |
| علیرضا قربانی | جام عاشقی                 | فردین خلعتبری           | فردین خلعتبری       | فردین خلعتبری              |
| علیرضا قربانی | نرو                       | مسعود کلانتری           | فردین خلعتبری       | فردین خلعتبری              |
| علیرضا قربانی | روایت انسان               | افشین یداللهی           | فردین خلعتبری       | فردین خلعتبری              |
| علیرضا قربانی | چله عشق                   | افشین یداللهی           | فردین خلعتبری       | فردین خلعتبری              |
| علیرضا قربانی | زندگی                     | جمشید شیبانی            | غلامحسین مین باشیان | فردین خلعتبری (تنظیم مجدد) |
| علیرضا قربانی | یار تو هستم               | افشین یداللهی           | فردین خلعتبری       | فردین خلعتبری              |

## جوایز و افتخارات

### جشنواره فیلم فجر
| سال  | فیلم                   | رده                                             | نتیجه    | منبع             |
| ---- | ---------------------- | ----------------------------------------------- | -------- | ---------------- |
| ۱۴۰۰ | هناس                   | سیمرغ بلورین بهترین موسیقی متن جشنواره فیلم فجر | نامزدشده | [ ۳۲ ]           |
| ۱۴۰۰ | ماهان                  | سیمرغ بلورین بهترین موسیقی متن جشنواره فیلم فجر | نامزدشده | [ ۳۲ ]           |
| ۱۳۹۹ | مصلحت                  | سیمرغ بلورین بهترین موسیقی متن جشنواره فیلم فجر | نامزدشده | [ ۳۳ ]           |
| ۱۳۹۳ | شکاف                   | سیمرغ بلورین بهترین موسیقی متن جشنواره فیلم فجر | نامزدشده | [ ۳۴ ]           |
| ۱۳۹۰ | یک روز دیگر            | سیمرغ بلورین بهترین موسیقی متن جشنواره فیلم فجر | نامزدشده | [ ۳۵ ]           |
| ۱۳۸۷ | پستچی سه بار در نمی‌زند | سیمرغ بلورین بهترین موسیقی متن جشنواره فیلم فجر | نامزدشده | [ ۳۶ ]           |
| ۱۳۸۶ | هامون و دریا           | سیمرغ بلورین بهترین موسیقی متن جشنواره فیلم فجر | نامزدشده | [ نیازمند منبع ] |
| ۱۳۸۴ | زمان می‌ایستد           | سیمرغ بلورین بهترین موسیقی متن جشنواره فیلم فجر | نامزدشده | [ ۳۷ ]           |
| ۱۳۸۴ | شاهزاده ایرانی         | سیمرغ بلورین بهترین موسیقی متن جشنواره فیلم فجر | نامزدشده | [ ۳۷ ]           |

### جشنواره موسیقی فجر
| دوره                                 | رده                                                         | نتیجه    | منبع   |
| ------------------------------------ | ----------------------------------------------------------- | -------- | ------ |
| سی و دومین جشنواره موسیقی فجر (۱۳۹۵) | آهنگسازی موسیقی ایرانی با کلام برای آلبوم «من عاشق چشمت شدم | نامزدشده | [ ۳۸ ] |

### جشن خانه سینما
| سال  | فیلم                   | رده                               | نتیجه        | منبع   |
| ---- | ---------------------- | --------------------------------- | ------------ | ------ |
| ۱۳۹۶ | سینما نیمکت            | تندیس زرین بهترین موسیقی متن فیلم | نامزدشده     | [ ۳۹ ] |
| ۱۳۸۹ | پستچی سه بار در نمی‌زند | تندیس زرین بهترین موسیقی متن فیلم | نامزدشده     | [ ۴۰ ] |
| ۱۳۸۶ | اتوبوس شب              | تندیس زرین بهترین موسیقی متن فیلم | نامزدشده     | [ ۴۱ ] |
| ۱۳۸۶ | عروسک گمشده            | بهترین موسیقی متن انیمیشن         | دیپلم افتخار | [ ۴۲ ] |

### جشن خانه موسیقی
| سال  | نام اثر                                    | رده                                           | نتیجه    | منبع   |
| ---- | ------------------------------------------ | --------------------------------------------- | -------- | ------ |
| ۱۳۹۰ | آلبوم به خاطر سنگ‌فرشی که مرا به تو می‌رساند | بهترین آهنگساز آلبوم موسیقی کلاسیک و ارکسترال | رتبه اول | [ ۴۳ ] |

### جشن انیمیشن ایران
| دوره                                 | رده                                                           | نتیجه | منبع   |
| ------------------------------------ | ------------------------------------------------------------- | ----- | ------ |
| دهمین جشن مستقل انیمیشن ایران (۱۳۹۷) | بهترین موسیقی متن برای انیمیشن «سیم ششم» (مشترک با علی قمصری) | برنده | [ ۴۴ ] |

### جشنواره بین‌المللی پویانمایی تهران
| دوره                                             | رده                                                                           | نتیجه | منبع   |
| ------------------------------------------------ | ----------------------------------------------------------------------------- | ----- | ------ |
| چهارمین جشنواره بین‌المللی پویانمایی تهران (۱۳۸۳) | بهترین موسیقی متن برای فیلم «ائتلاف» محصول کانون پرورش فکری کودکان و نوجوانان | برنده | [ ۴۵ ] |

### جشنواره فیلم‌های کودکان و نوجوانان
| دوره                                                       | رده                                                      | نتیجه | منبع   |
| ---------------------------------------------------------- | -------------------------------------------------------- | ----- | ------ |
| بیست و یکمین دوره جشنواره فیلم‌های کودکان و نوجوانان (۱۳۸۶) | بهترین دستاوردهای فنی و هنری برای ساخت موسیقی فیلم «عاشق | برنده | [ ۴۶ ] |

### جشن موسیقی ما
| دوره                        | رده                                                                                | نتیجه | منبع   |
| --------------------------- | ---------------------------------------------------------------------------------- | ----- | ------ |
| پنجمین جشن موسیقی ما (۱۳۹۷) | آهنگساز برگزیده موسیقی سنتی، معاصر و ارکسترال ایرانی                               | برنده | [ ۴۷ ] |
| پنجمین جشن موسیقی ما (۱۳۹۷) | آلبوم برگزیده موسیقی معاصر و ارکسترال ایرانی برای آلبوم «امشب کنار غزل‌های من بخواب | برنده | [ ۴۷ ] |

### جشن دنیای تصویر
| دوره                             | فیلم                    | رده                    | نتیجه    | منبع   |
| -------------------------------- | ----------------------- | ---------------------- | -------- | ------ |
| دوازدهمین جشن دنیای تصویر (۱۳۹۰) | پستچی سه بار در نمی زند | بهترین موسیقی متن فیلم | نامزدشده | [ ۴۸ ] |
| یازدهمین جشن دنیای تصویر (۱۳۸۹)  | اتوبوس شب               | بهترین موسیقی متن فیلم | نامزدشده | [ ۴۹ ] |

### جشنواره تلویزیونی جام جم
| دوره                        | سریال / فیلم         | رده                     | نتیجه | منبع   |
| --------------------------- | -------------------- | ----------------------- | ----- | ------ |
| سومین جشنواره جام جم (۱۳۹۲) | سریال یک مشت پر عقاب | بهترین موسیقی متن سریال | برنده | [ ۵۰ ] |
| اولین جشنواره جام جم (۱۳۹۰) | فیلم تلویزیونی حبیب  | بهترین موسیقی متن فیلم  | برنده | [ ۵۱ ] |

### جشنواره سیما
| دوره                        | سریال  | رده                     | نتیجه        | منبع   |
| --------------------------- | ------ | ----------------------- | ------------ | ------ |
| چهارمین جشنواره سیما (۱۳۸۱) | شب دهم | بهترین موسیقی متن سریال | دیپلم افتخار | [ ۵۲ ] |